# Speed (Kartenspiel)
Speed ist ein Kartenspiel für zwei Spieler, welches beiden Spielern schnelle Reaktion und eine hohe Konzentration abverlangt. Das Spiel wurde 1995 von Reinhard Staupe auf den Markt gebracht und bis heute über eine Million Mal verkauft.
Das Spiel enthält 60 Karten mit den Motiven Drachen, Kreuz, Haus, Tanne und Fahne. Diese sind in fünf Farben (blau, grün, gelb, lila und rot) und der Anzahl eins bis fünf auf den Karten abgebildet. Jeder Spieler bekommt zu Spielbeginn 30 Karten verdeckt ausgeteilt. Nun nimmt sich jeder Spieler eine Karte von seinem Stapel und legt sie verdeckt zwischen sich und seinen Mitspieler. Beide Karten werden auf Kommando umgedreht und dienen im weiteren Spielverlauf als Ablegestapel.
Das Ablegen verläuft folgendermaßen: Jeder Spieler nimmt drei Karten von seinem Stapel auf die Hand und versucht sie schnellstmöglich loszuwerden. Gelegt werden darf, wenn die Karte auf einem der beiden Stapel die gleiche Farbe, das gleiche Motiv oder die gleiche Anzahl hat. Nach Ablegen einer Karte darf der Spieler sofort wieder neue von seinem Stapel ziehen und weiter ablegen. Er darf jedoch höchstens drei Karten auf der Hand haben.
Gewonnen hat, wer zuerst alle seine 30 Karten abgelegt hat.

## Hinweis
Sollten einmal beide Spieler keine Karten mehr ablegen können (weil weder Motiv, noch Farbe, noch Menge passen), werden alle bisher gelegten Karten gemischt und jeder Spieler zieht dann verdeckt eine Karte und dreht sie auf Kommando um. Auf diese beiden Karten wird nun weiter abgelegt!

## Sonstiges
Neben der Standardvariante existiert noch eine christliche Version des Kartenspiels mit religiösen Symbolen von uljo. 